# ويليام دوناهو
ويليام دوناهو هو سياسي كندي، ولد في 12 أغسطس 1834 في شوديير أبالاش في كندا، وتوفي في 15 يوليو 1892 في مونتيريجي في كندا. نشط حزبياً في الحزب الليبرالي الكندي. وقد انتخب عمدة وانتخب عضو مجلس العموم الكندي.